# Mydlnica bazyliowata
Mydlnica bazyliowata (Saponaria ocymoides L.) – gatunek rośliny z rodziny goździkowatych (Caryophyllaceae Juss.). Występuje naturalnie na obszarze całych Alp, z wyjątkiem ich północno-wschodniej części. W Alpach Centralnych jest rzadko spotykany. Rośnie naturalnie także we Włoszech, Hiszpanii oraz południowej części Francji. Ponadto został naturalizowany w różnych miejscach na świecie. 

## Rozmieszczenie geograficzne

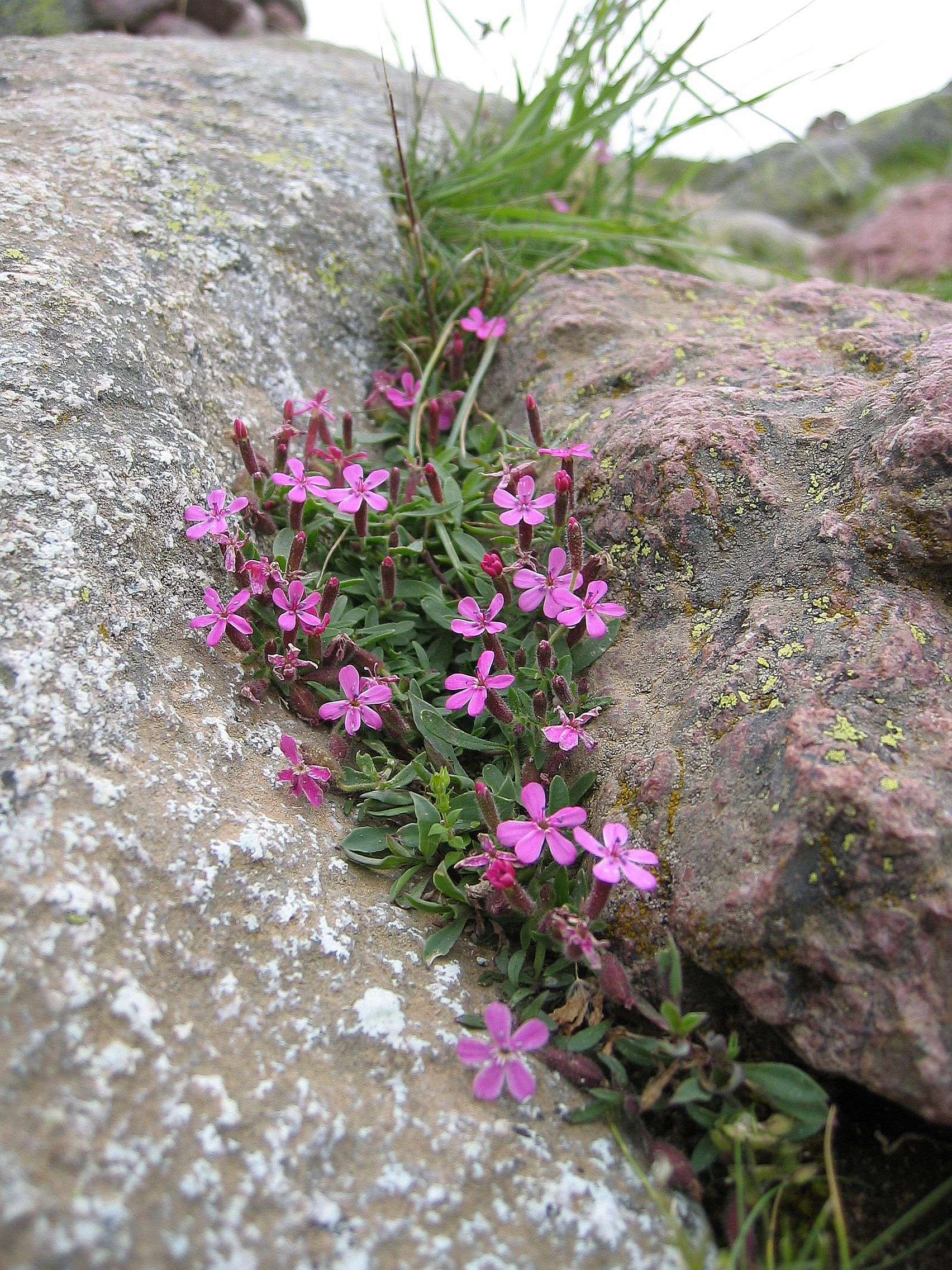
Okaz z Korsyki

Rośnie naturalnie na obszarze całych Alp, z wyjątkiem ich północno-wschodniej części. W Alpach Centralnych jest rzadko spotykany. We Francji występuje głównie w południowej, południowo-wschodniej i wschodniej części kraju. Granica zasięgu występowania w tym państwa biegnie od południowej części kraju (departament Pireneje Atlantyckie) przez północną część Masywu Centralnego, południową Burgundię aż po Alzację. Został zaobserwowany również na Korsyce. W Szwajcarii jest gatunkiem dosyć pospolitym. Rośniej głównie na granicy Jury i Wyżyny Szwajcarskiej, a także w okolicach Genewy, w Alpach Glarneńskich, Lepontyńskich i Pennińskich. W Niemczech spotykany jest głównie w Bawarii, natomiast w Austrii w Karyntii oraz Tyrolu. We Włoszech mydlnica bazyliowata została zarejestrowana w regionach Abruzja, Dolina Aosty, Emilia-Romania, Friuli-Wenecja Julijska, Lacjum, Liguria, Lombardia, Marche, Piemont, Sardynia, Toskania, Trydent-Górna Adyga, Umbria oraz Wenecja Euganejska. Rośnie jeszcze naturalnie w takich państwach jak Czechy, Słowacja, Hiszpania i Portugalia. Gatunek został naturalizowany w różnych częściach świata, między innymi w Wielkiej Brytanii, Szwecji, Kanadzie, Stanach Zjednoczonych, południowej Brazylii, Republice Południowej Afryki czy Australii. 

## Morfologia

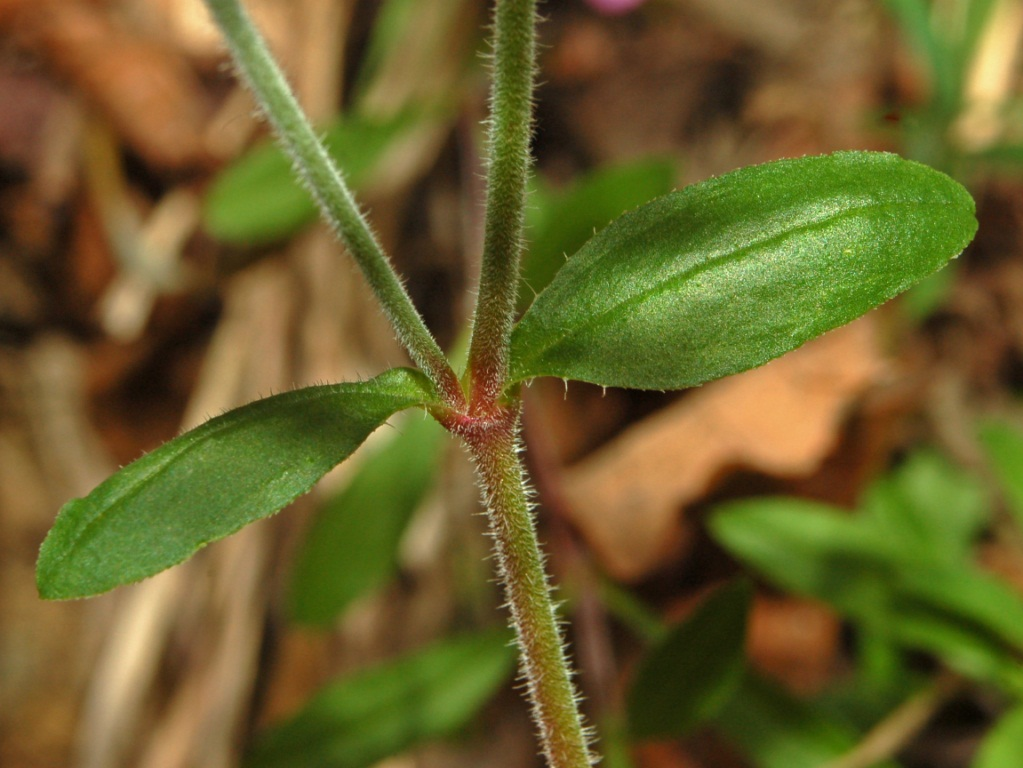
Liście gatunku

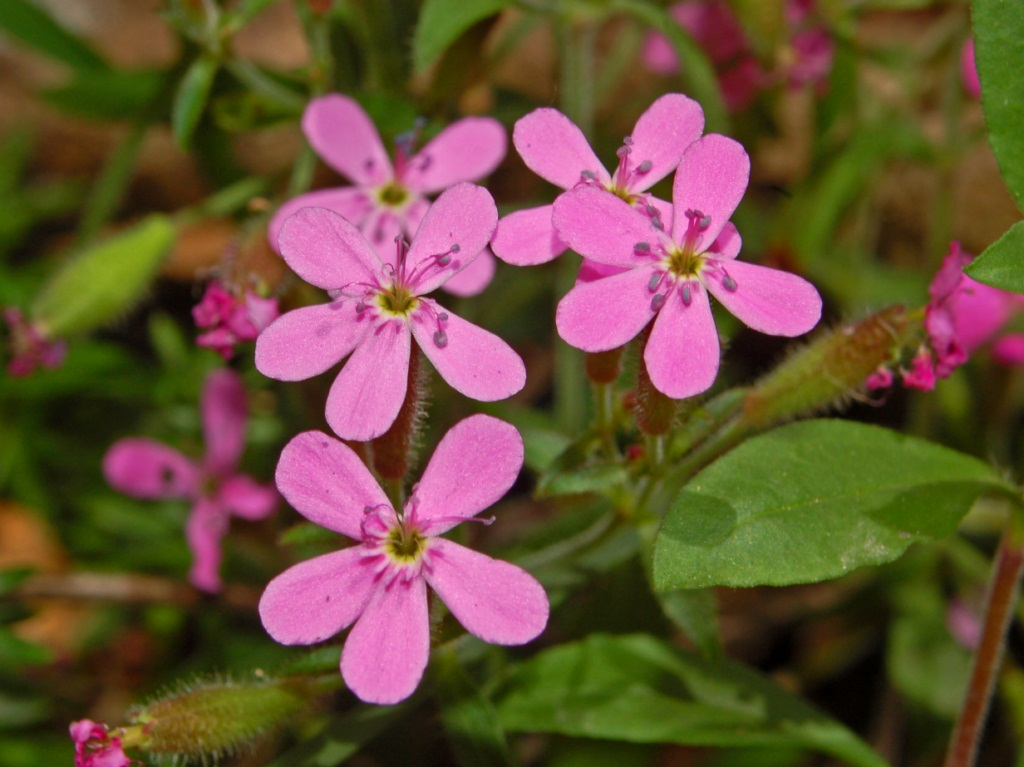
Kwiaty gatunku

PokrójBylina dorastająca do 5–25 cm wysokości. Tworzy luźne darnie. Łodyga jest rozgałęziona, płożąca, zdrewniała u podstawy. Pędy są owłosione, ich szczyty są wzniesione i czasem również zwisające.
LiścieNaprzeciwległe. Liście odziomkowe mają kształt od owalnie lancetowatego do łyżeczkowatego. Mierzą 6–25 mm długości oraz 3–14 mm szerokości. Ogonek liściowy jest nagi i dorasta do 5–10 mm długości.
KwiatyZebrane w wierzchotki, rozwijają się na szczytach pędów. Mają 10–13 mm średnicy. Działki kielicha są zrośnięte w rurkę o długości 1 mm, otaczając koronę kwiatu, mają czerwonawą barwę. Płatków jest 5, mają barwę od różowej do białej i osiągają do 8–15 mm długości.
OwoceTorebki o cylindrycznym kształcie. Osiągają 6–8 mm długości.
Gatunki podobneRoślina jest podobna do goździcznika skalnicowego (Petrorhagia saxifraga), który różni się równowąskimi liśćmi. Ponadto kwiaty tego goździcznika mogą mieć barwę od różowej do białej na tej samej roślinie.

## Biologia i ekologia
Rośnie na murawach i halach alpejskich, rumowiskach skalnych, a także w piętrze kosodrzewiny. Preferuje podłoże kamieniste lub wapienne. Występuje na wysokości do 2200 m n.p.m. Kwitnie od marca do października. Najlepiej rośnie w pełnym nasłonecznieniu. Preferuje gleby o lekko kwaśnym odczynie. 
Mydlnica bazyliowata jest gatunkiem pionierskim, który może kolonizować tereny skaliste z różnych przyczyn wolnych wcześniej od roślinności. 
Liczba chromosomów: 2n=28. 

## Zastosowanie
Mydlnica bazyliowata początkowo służyła do obsadzania skalniaków. Obecnie ma również zastosowanie jako roślina okrywowa, jak i uprawiana w pojemnikach do dekoracji balkonów.